# José Matías Bado
José Matías Bado (Guazú Cuá, 1843 (aproximadamente) - San Fernando, 29 de agosto de 1868) fue un militar paraguayo durante la Guerra de la Triple Alianza que se destacó por sus misiones arriesgadas de tipo comando, donde se infiltraba en las líneas enemigas para espiar o secuestrar centinelas para obtener información.

## Primeros años
Bado nació y se crio en Guazú Cuá, un pequeño poblado cerca de Pilar, en sus primeros años se dedicó a ayudar a su familia con las tareas del campo, a cultivar y a cuidar del ganado, fue en ese tiempo donde desarrolló su gran habilidad como jinete y baqueano, ya que conocía toda la zona de Ñeembucú tan bien como la palma de su mano. Su madre fue Felicia Bado, una mujer que luego sería una reconocida residenta.

## Guerra de la Triple Alianza
Una vez iniciada la guerra en 1864, Bado se presentó en el cuartel de Humaitá como voluntario para participar del conflicto, empezando como cabo. Desde el comienzo se destacó por su coraje en combate, su ingenio, su paciencia y su habilidad con el sable, por lo que se convirtió en un hombre de confianza del Mariscal López y rápidamente fue ascendido hasta llegar al grado de capitán de caballería, comandando al grupo de jinetes conocidos como "akã morotĩ" (cabezas blancas en guaraní), ya que se caracterizaban por usar sombreros de paja, que a lo lejos se veían de color blanco.
Luego de la batalla de Tuyutí, que fue la batalla más grande de la historia de Sudamérica, el ejército paraguayo quedó muy debilitado, por lo que en junio de 1866 López le encomendó a Bado que elija 7 hombres para cumplir la difícil misión de infiltrarse diariamente en los campamentos enemigos y traer pruebas físicas que demostrasen que de que de verdad lo hicieron. 
Bado y su pequeño grupo de hombres empezaron sus operaciones esa misma noche, se adentraron en los bosques del Sauce, abrieron caminos y avanzaron cuidadosamente, hasta que vieron a dos centinelas brasileños, entonces Bado dio una señal a sus hombres y entre todos los atacaron por sorpresa y los tomaron prisioneros atándolos de pies a cabeza, para interrogarlos al día siguiente en el campamento paraguayo. Este tipo de hechos se volvió a repetir en varias ocasiones, por lo que los aliados al ver que sus centinelas desaparecían frecuentemente empezaron a tomar medidas, pero Bado también empezó a tomar sus propias precauciones, llegando a cubrirse con una gruesa capa de crin de caballo y hojas de palma como una especie de camuflaje para pasar más desapercibido entre la vegetación de la zona. 
Hubo veces en las que los centinelas tenían tiempo de dar aviso a alguno de sus compañeros, pero esto era aprovechado por Bado y sus hombres para hacer una emboscada y causar algunas bajas al enemigo y posteriormente retirarse y desaparecer entre los esteros de la zona. 

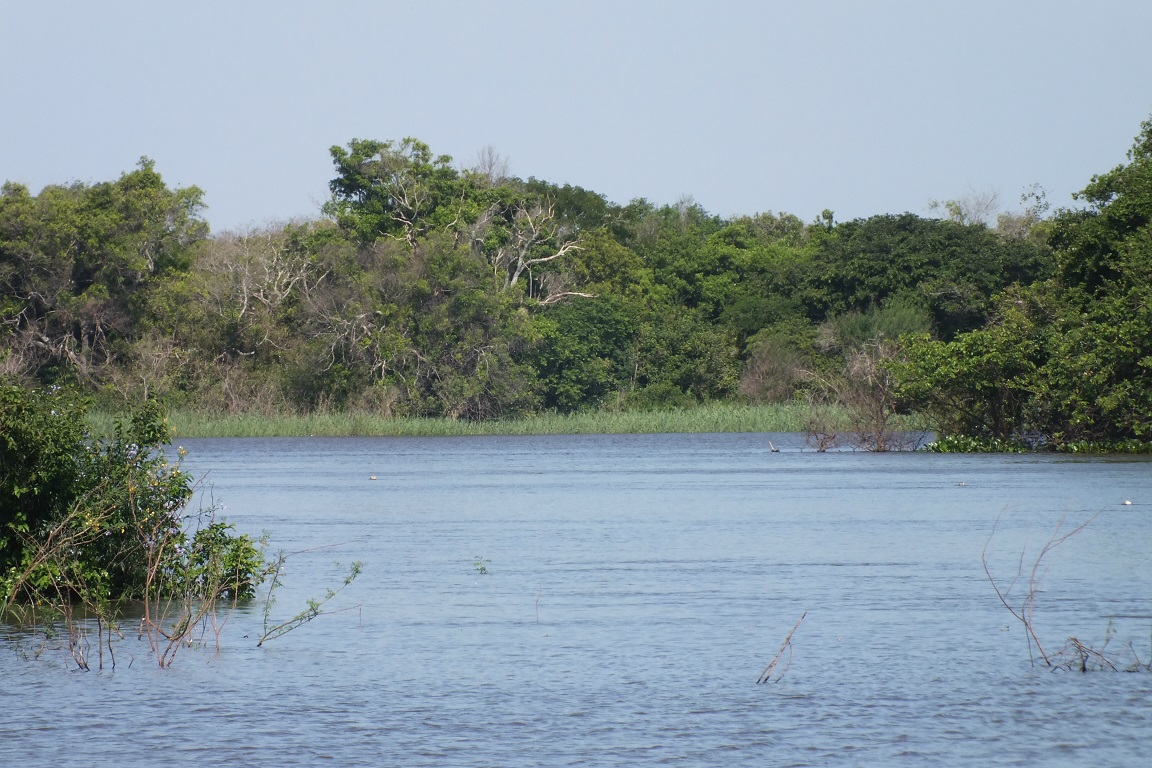
Paisaje típico de Ñeembucú, caracterizado por sus bosques y humedales

A pesar de todas las precauciones tomadas por los aliados, los centinelas siguieron desapareciendo y Bado y sus hombres siempre regresaban diariamente con alguna presa o botín antes del amanecer. Incluso había veces en que Bado usaba el uniforme de alguna de sus víctimas y se infiltraba completamente solo en el campamento enemigo de Tuyutí, donde se paseaba disimuladamente para espiar, hablar con gente, escuchar noticias y robar objetos que puedan ser útiles. De estas excursiones que hacia, regresaba con mucha información, trayendo periódicos y noticias sobre los proyectos del ejército aliado, como por ejemplo: el uso de globos por parte de Caxias, la llegada de una división de soldados de Porto Alegre y las posteriores ofensivas que harían en Curuzú y en Curupaytí.
Se sabe que en algunas ocasiones el capitán Bado se solía sumergir en los esteros del lugar completamente desnudo, solo con un cuchillo entre los dientes y observaba los movimientos del ejército enemigo quieto y en silencio durante horas, como si fuera un cocodrilo bajo el agua. También era un hombre conocido por su gran arrojo en batalla y por el buen uso de su sable, con el que llegaba a literalmente cortar cabezas, un arte que procuró enseñar bien a los hombres que estaban bajo su mando, encargándose de entrenarlos él mismo.
Después de todas estas hazañas, el nombre de Bado era ampliamente reconocido por los paraguayos, y temido y respetado por los aliados.

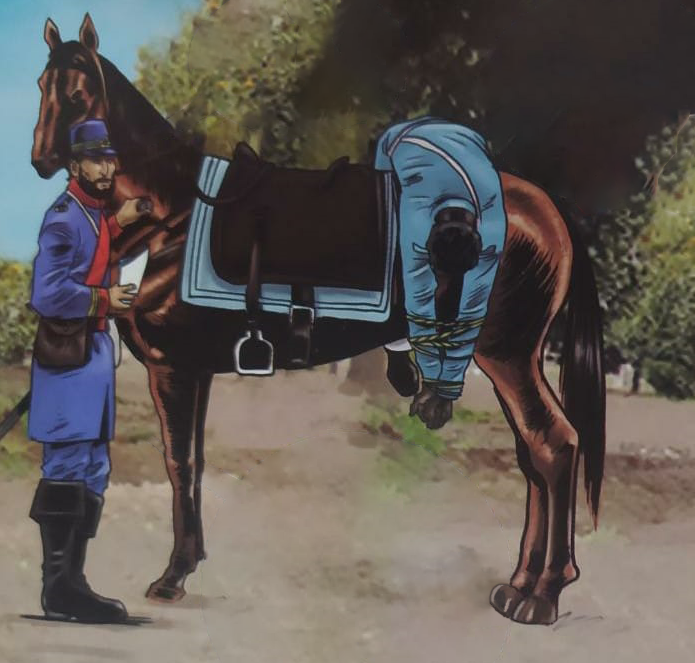
Ilustración del Capitán Bado con un centinela capturado

### Muerte
Luego de la caída de la fortaleza de Humaitá el 25 de julio de 1868, el ejército paraguayo inició su retirada rumbo hacia el arroyo Pikisiry en Villeta, por lo que Bado junto con 400 hombres se quedaron a defender la retirada contra unos 4.000 aliados.
Para ello se prepararon dos líneas defensivas, una sobre el riacho Yacaré y otra sobre el Paso Real (un antiguo camino que databa de la época de la colonia).
El 25 de agosto de 1868 inicia la batalla del riacho Yacaré, donde la defensa paraguaya pudo rechazar los primeros ataques, pero al ver que estaban siendo flanqueados y corrían el riesgo de ser rodeados, Bado y sus hombres decidieron replegarse a la segunda posición en Paso Real. 
Para la batalla de Paso Real, Bado ya solo contaba con unos 200 hombres, pero aun así lograron aguantar y repeler los ataques durante 3 días de intenso combate, pero debido a la inferioridad numérica la defensa paraguaya cayó completamente y Bado fue herido de gravedad.
Al día siguiente, el 29 de agosto de 1868, Bado se despertó en la sanidad del campamento enemigo, era prisionero y le habían curado sus heridas. Primeramente se mantuvo tranquilo y sereno, pero cuando le dijeron que los miembros de la legión paraguaya (opositores de López que luchaban en el ejército aliado) querían hablar con él, se puso muy nervioso y se negó rotundamente gritando que no quería verlos, ni hablar con ellos. Al final, los legionarios lo visitaron, hablaron con él y quisieron regalarle dinero para tratar de convencerlo de unirse a su causa, pero Bado no dijo ni una palabra y se mantuvo callado hasta que se fueron. Luego cuando fue de noche, se arrancó todas sus vendas, se desgarró sus heridas y murió desangrado en silencio, prefirió morir antes que traicionar a su patria y vivir como un prisionero.
Actualmente sus restos descansan en San Fernando (cerca del río Tebicuary, a unos 200 metros de la ruta PY19 y a unos 2,5km del Puente Capitán José Matías Bado) donde se erigió una cruz en su honor.

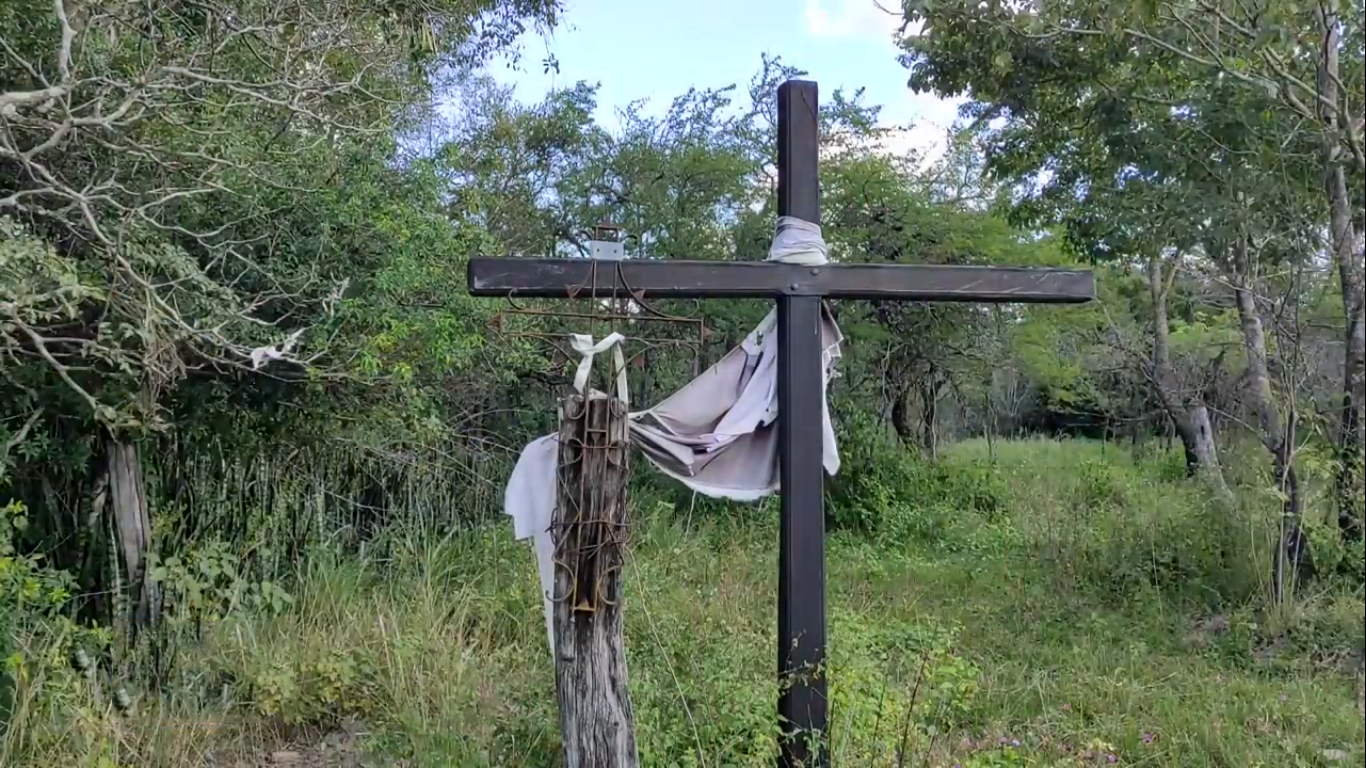
Cruz del capitán Bado en San Fernando, Ñeembucú.

## Apariencia física
No quedan fotos o cuadros que muestren como lucía realmente el Capitán Bado, pero según testimonios de la época, era un hombre alto, robusto, delgado, de tez blanca y grandes ojos pardos. Esto permitía que pudiera infiltrarse mejor en los campamentos aliados, ya que pasaba más desapercibido entre los argentinos, brasileños y uruguayos.

## Homenajes
En su honor se nombró a la ciudad de Capitán Bado, ubicada en el Departamento de Amambay, en la frontera con Coronel Sapucaia, Brasil. En dicha ciudad posee un monumento en su honor.
En su natal Guazú Cuá posee un busto, así como la avenida principal y la Escuela N°429 Capitán José Matías Bado que fueron nombrados en su homenaje.

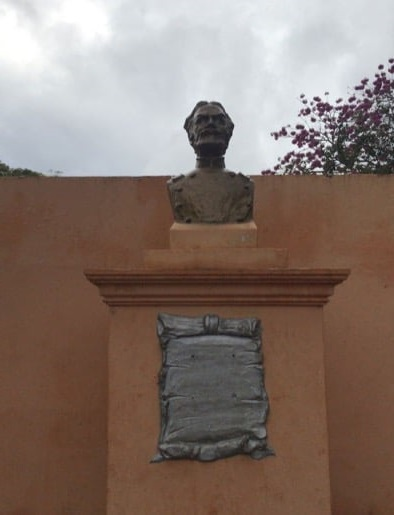
Busto del capitán José Matías Bado en Capitán Bado, Amambay.

El Puente Capitán José Matías Bado de la ruta PY19 que pasa sobre el Río Tebicuary también lleva su nombre en su honor.

## Cultura popular
Bado aparece como uno de los personajes principales del cuento "Por la señal de la santa cruz" escrito por Eder Acosta Santa Cruz, que forma parte del cómic paraguayo "Epopeya: Penurias y fatigas".